# Ophiorrhiza huanjiangensis
Ophiorrhiza huanjiangensis là một loài thực vật có hoa trong họ Thiến thảo. Loài này được D.Fang & Z.M.Xie mô tả khoa học đầu tiên năm 2002.